# Odessa (película)
Odessa es una película de 1974, coproducción britanoalemana, dirigida por Ronald Neame y con Jon Voight, Maximilian Schell, Mary Tamm y Derek Jacobi en los papeles principales. Está basada en la novela El expediente Odessa de Frederick Forsyth.

## Argumento
En Hamburgo, en noviembre de 1963, Peter Miller, un periodista independiente, encuentra el diario personal de Salomon Tauber, un judío que acaba de suicidarse dejando abierto el gas de su vivienda. En el relato se recoge todo el trauma de su cautiverio en un campo de concentración nazi durante la Segunda Guerra Mundial, y las atrocidades cometidas por el comandante de la planta, el capitán SS Eduard Roschmann, llamado El carnicero de Riga. Según el testimonio de Tauber, el militar aún vive en Alemania, bajo identidad falsa. Miller se propone descubrir y capturar al capitán Roschmann. Poco a poco se va involucrando en la organización constituida por exmiembros de las SS, llamada ODESSA, y también con los servicios de inteligencia de Israel. Profundizando en su investigación, comienza a arriesgar su vida y a descubrir los lazos existentes entre su propia familia y Roschmann.
- Datos: Q700174